# Sten Suvio
Sten Suvio   (Lipovka, 25 de novembre de 1911 - Hèlsinki, 19 d'octubre de 1988) va ser un boxejador finlandès que va competir durant les dècades de 1930 i 1940.
S'inicià en l'esport com a jugador de futbol, lluitador i patinador de velocitat, abans de passar a la boxa el 1927. Va quedar segon als campionats nacionals el 1929 i el 1930, i va guanyar els de 1933 a 1936. El 1936 va prendre part en els Jocs Olímpics d'Estiu de Berlín, on guanyà la medalla d'or de la categoria del pes wèlter del programa de boxa. En la final guanyà a l'alemany Michael Murach.
Va lluitar a la Guerra de Continuació, sent ferit en una mà el 1941. Després de recuperar-se va guanyar el títol finlandès del pes wèlter professional de 1946. Es va retirar el 1949, després d'haver disputat 46 combats, amb un balanç de 34 victòries, 9 derrotes i 2 combats nuls. Posteriorment va entrenar els equips nacionals de boxa de Suècia (1949-1957) i Turquia (1957-1960). El 2005 va ser inclòs al Saló de la Fama de la Boxa finlandesa.